# Просвирнин, Александр Дмитриевич
Александр Дмитриевич Просви́рнин (1914 — 2005) — советский конструктор Горьковского автозавода. Лауреат Сталинской премии второй степени (1947).

## Биография
Родился 9 сентября 1914 года. Окончил заочно Горьковский индустриальный институт (1940) с квалификацией инженера-механика по специальности «автомобили».
В 1938 — 1987 годах работал на ГАЗе: инженер-конструктор, ведущий конструктор, заместитель главного конструктора по грузовым автомобилям (1952), с 1958 года главный конструктор — начальник управления конструкторских и экспериментальных работ.
Под его руководством созданы базовые модели и модификации грузовых автомобилей: ГАЗ-52, ГАЗ-52-04, ГАЗ-53, 53А, 53-12, ГАЗ-66, 66-11, ГАЗ-4301, ГАЗ-4509, ГАЗ-6008; легковых автомобилей: ГАЗ-24 «Волга», ГАЗ-3102 «Волга», ГАЗ-13 «Чайка», ГАЗ-14 «Чайка»; гусеничных машин: ГАЗ-71, ГАЗ-73, ГАЗ-3403 и ряд других моделей техники.
Руководил разработкой опытных образцов дизельного автопоезда ГАЗ-6008, автомобилей ГАЗ-3301, ГАЗ-3307, гусеничного снегоболотохода ГАЗ-3933, нового легкового автомобиля среднего класса ГАЗ-3105.
Умер 27 февраля 2005 года в Нижнем Новгороде. Похоронен на Старо-автозаводском кладбище.

## Награды
- Сталинская премия второй степени (1947) — за создание грузового автомобиля «ГАЗ-51»
- орден Ленина (1966)
- два ордена Трудового Красного Знамени (1971, 1982)
- медали СССР и ВДНХ.